# 武田信武
武田 信武（たけだ のぶたけ）は、南北朝時代の武将。武田信政の子信時にはじまる信時流武田氏の生まれ。甲斐源氏第10代当主。武田氏の7代当主。『甲斐国志』によれば、「生山系図」を引用し室を足利尊氏の姪とする。室町幕府の引付衆にも任じられた。

## 生涯
父・信宗の後を受けて当主となる。安芸国守護であったが、自身が安芸に直接赴いたかどうかは不明である。
元弘2年/正慶元年（1332年）9月、元弘の乱に際して鎌倉幕府方として出陣。そのため、鎌倉幕府滅亡後に発足した後醍醐天皇の建武政権においては討幕軍に従い戦った甲斐国守護・石和政義の後塵を拝していた。建武政権より離反した足利尊氏の軍勢催促に応じ、建武2年に挙兵し、熊谷蓮覚の本拠矢野城（広島市）を攻略している。翌年には上洛し、足利勢と合流し主に畿内を中心として宮方と戦い、また安芸国内の沈静化にも務めている。
鎌倉時代後期には、安芸守護として本拠を移した信時流武田氏に代わって甲斐守護は北条得宗家と結びついた庶流石和流武田氏が継承しており、政義は建武政権に加わり甲斐守護を安堵されたが1343年に戦死している。政義の死後には甲斐への介入を強め、貞和2年（1346年）に一蓮寺へ行った寄進をはじめ甲斐国との関係を示す史料が見られる。将軍尊氏と実弟直義の対立から発生した観応の擾乱の最中には甲斐守護への補任を示す史料が見られ、直義追討のため甲斐へ入国したと考えられている。
尊氏の信頼が篤く、尊氏が天竜寺を造営しようとした際には、同族の信濃守護小笠原氏らと造営に協力している。没年は甲府市の法泉寺の位牌によれば延文4年（1359年）であるが、一蓮寺過去帳や傑翁是英語録によれば康安2年（1362年）であるという。跡を子の信成が継承し、安芸守護職は次男の氏信が継承した。
和歌に優れた教養人でもあり、『新千載和歌集』には信武の作品が修められている。

## 系譜
- 父：武田信宗
- 母：結城広綱娘（『甲斐信濃源氏綱要』の武田信武項に明記）
- 妻：二階堂行藤娘（『甲斐信濃源氏綱要』に氏信と信成の母は二階堂行藤の娘と明記）
  - 男子：武田氏信（1312-1380）
  - 男子：武田信成（?-1394）
- 妻：足利高義娘
- 生母不明の子女
  - 男子：穴山義武 - 前名：範信、穴山氏祖
  - 男子：大井信明
  - 男子：山県公信（ただし『甲斐信濃源氏綱要』には母は山県蔵人公頼の娘と明記）

信武の子の代で武田宗家は三つに分流し信成は甲斐武田氏を、氏信は安芸武田氏を、公信は京都武田氏を起こした。